# 분리저기압

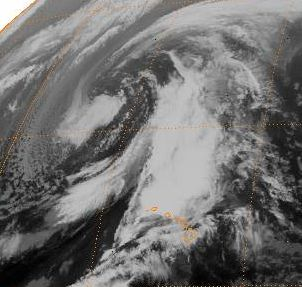

분리저기압(cut-off low)은 미국 국립기상청에 의해 "기본 편서풍에서 완전히 차단된 채 이동하는 폐쇄된 상층 저기압"으로 정의된다. 분리저기압은 중위도(보통 20°~45°)에서 형성되며 며칠 동안 거의 정체 상태를 유지할 수 있다.